# Peter Andreas Blix

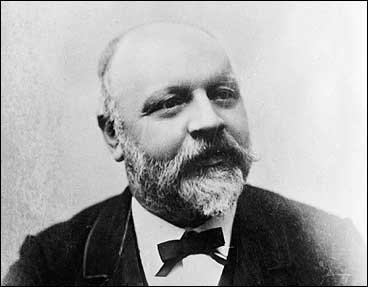
Peter Andreas Blix

Peter Andreas Blix (* 4. November 1831 in Fredriksværn; † 31. Januar 1901 in Vik) war ein norwegischer Architekt. Blix engagierte sich zeitlebens für den Erhalt und Schutz des kulturellen Erbes von Norwegen.

## Leben
Blix studierte am Polytechnikum Hannover (1851 bis 1854) und am Polytechnikum Karlsruhe (1854 bis 1855). Zurück in seiner Heimat arbeitete er von 1856 bis 1863 im Amt für Kanalwesen. Dort war er mit der Entwicklung von Kanälen beauftragt. Danach ließ er sich in Bergen als freier Architekt nieder. Er gilt als Pionier des sogenannten Schweizer Baustils für Hotels und Wohnhäuser. Unter anderem war er der Baumeister des Hotels Mundal in Fjærland. Ebenso erbaute er viele Bahnhöfe. In Bergen arbeitete er vor allem an der Restaurierung der Håkonshalle und der Domkirche St. Olav. Sein Spätwerk war die Restaurierung der Stabkirche Hopperstad und der Kirche von Hove. Letztere erwarb er mit privaten Mitteln und finanzierte auch mit eigenem Geld deren Restaurierung. Sein Grab befindet sich in der Kirche von Hove unter dem Fußboden.